# ۲۵۶۵۶ بجنود
سیارک ۲۵۶۵۶ (به انگلیسی: ۲۵۶۵۶ Bejnood، نامگذاری:۲۰۰۰AF87)۲۵۶۵۶مین سیارک کشف شده‌است که در ۰۵ ژانویه ۲۰۰۰ کشف شد. این سیارک به افتخار البرز بجنود، دانش هٔموز دبیرستانی آمریکایی که پروژه تیمی مایکروبایولوژیش در سال ۲۰۰۹ برنده جایزه دوم نمایشگاه بین‌المللی علم و تکنولوژی اینتل شد نامگذاری شده‌است.